# القمرة (جازان)
قرية القمرة هي قرية سعوديّة تتبع لمحافظة الدائر، في منطقة جازان جنوب غرب المملكة العربية السعودية.

## الموقع
يقع الموقع على جبل حراز ويبعد حوالي 15 كم عن مركز محافظة الداير ويبعد عن مدينة جيزان بحوالي 103 كيلو مترات شرقاً بطريق معبد تكثر فيه المنعطفات خاصة عند الدخول في منطقة الجبال. ويحدها من الشمال الشرقي جبل خاشر من الجنوب قرية قيار ومن الغرب وادي الجنية.
يعتبر الموقع أحد أجمل وأهم الأماكن الطبيعية والسياحية جنوب غرب المملكة، وتتميز خصائصها الجغرافية بوجود عدة جبال تفصل فيما بينها أودية عميقة مناظرها خلابة وغطائها النباتي الكثيف والحياة الريفية الهادئة منطقة جذب سياحي لا ينقصها سوى التعريف بها والتوسع في الخدمات الموجودة والطرق بها لسهولة الوصول إلى مدينة جيزان.
وتعد قرية القمر إحدى قرى محافظة الداير، وهي إحدى محافظات منطقة جازان، جنوب غرب المملكة، وذلك في شمال شرق منطقة جازان، وتحدها من الشمال وادي الحياة التابعة لمنطقة عسير وجبال هروب، ومن الشرق قبائل آل تليد الربوعة ومن الغرب والجنوب الغربي قبائل بلغازي محافظة العيدابي وجبل فيــفا ومن الجنوب الحدود السعودية مع الجمهورية اليمنية.

## التاريخ
قرية القمرة إحدى القرى الجبلية التي اشتهرت بالزراعة على مياه الامطار في المرتفعات وهي تبعد حوالى 15 كم عن مركز محافظة الداير وتقع وسط الجبال وتعتمد على الزراعة في صورة مدرجات.
وتشتهر مبانيها باستخدام انظمة البناء بالحجر بأسلوب بديع يتم فيه مزج روث الابقار مع الطين وتستخدم كمونة لتثبيت الاحجار معاً، وتستخدم جذوع اشجار العرعر في التسقيف كما تستخدم الاخشاب في عمل الابواب والشبابيك المنقوشة بالزخارف الشجرية الجميلة، كما يستخدم حجر المرو في تزيين النوافذ من الخارج.

## العمارة
اعتمد البناء القديم في المناطق الجبلية والقرى المنتشرة على المرتفعات على استخدام مواد البناء من الطبيعة المحلية حيث كان يستخدم الحجر بصورة كبيرة خاصة حجر المرو وهذا النمط من البناء كان منتشر بقرى الباحة والطائف وجازان وهذا النمط الإنشائي ينتشر بصورة كبيرة في كل قرى الجلية بجنوب المملكة ولكن يتميز نمط البناء في قرية القمر باستخدام مزيج من روث الابقار مع الطين لخلق مادة تثبيت (مونة) لربط الاحجار معاً على عكس النمط السائد في قرية الاطاولة وقرى الباحة من عدم استخدام أي مواد لربط الاحجار معاً والاعتماد على التركيب الحجري منفرداً.
وكانت تستخدم اشجار العرعر في تسقيف المنازل والمباني في قرية القمر حيث تنتشر الأشجار بصورة كبيرة وكانت تستخدم الأشجار ايضاً في الاعمدة والكمرات وغلب على المباني في هذه القرية الشكل الدائري مع صغر المساحات بصورة كبيرة نتيجة الطبوغرافيا التي تكانت تجبرهم على البناء على شكل مساطب مرتبطة بالمصاطب الزراعية القائمة، اما الاعمدة فقد استخدمت فيها جذوع اشجار العرعر ايضاً لانتشارها وقدرتها على التحمل كما كانت تستخدم احجار المر في تزيين النوافذ من الخارج باستخدام الالوان المختلفة لها الاسود والابيض في تشكيلات هندسية فنية جميلة.